# Loisir ostentatoire

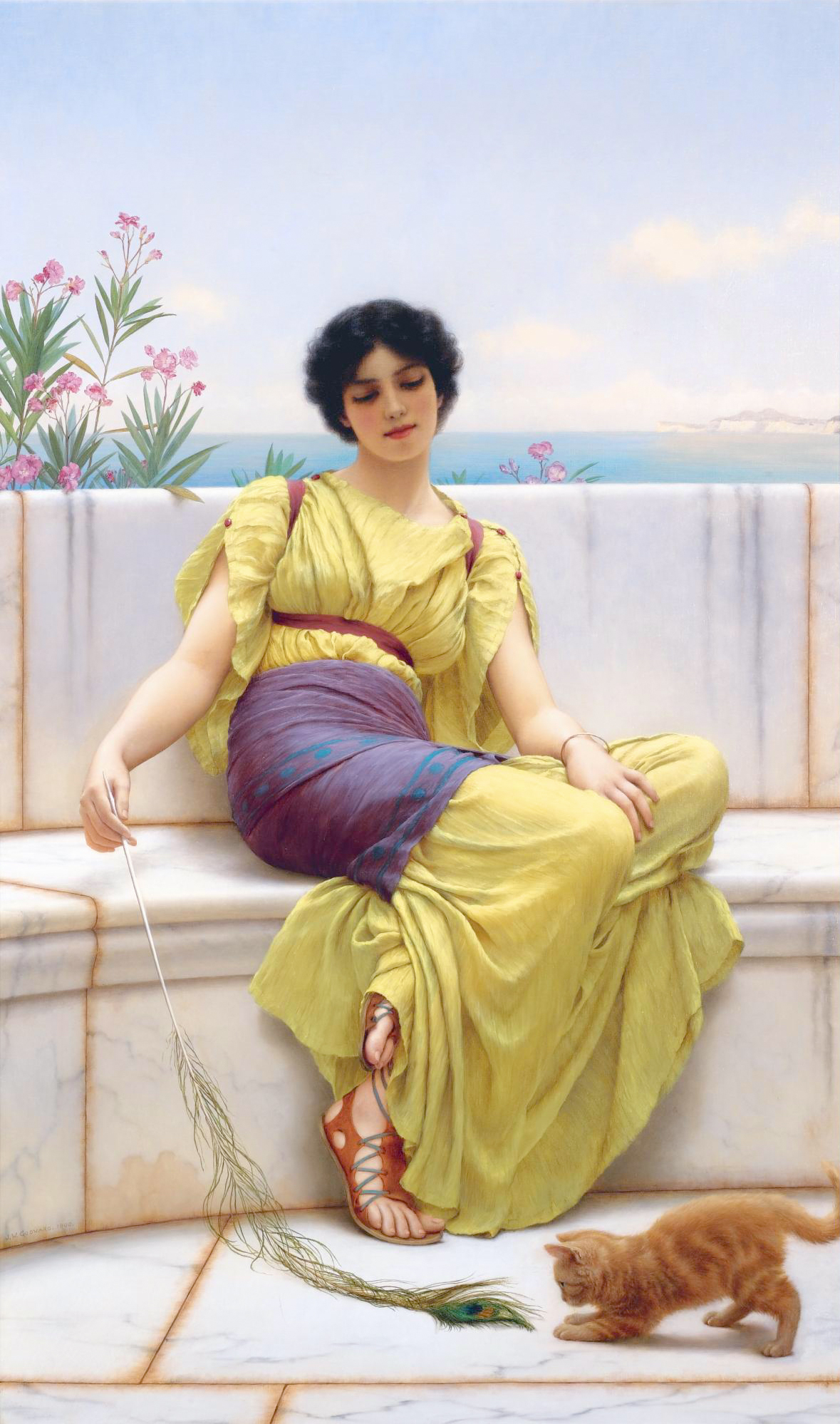
L'oisiveté, par John William Godward, v. 1900

Le loisir ostentatoire, ou loisir par ostentation, est un concept introduit par l'économiste et sociologue américain Thorstein Veblen dans Théorie de la classe de loisir (1899). Les loisirs ostentatoires sont pratiqués dans le but d'afficher et d'atteindre un statut social en se démarquant des travailleurs.
Le concept englobe les formes de loisirs qui semblent entièrement motivées par des facteurs sociaux, comme prendre de longues vacances dans des lieux exotiques et rapporter des souvenirs. Des loisirs visibles sont observés dans toutes les sociétés où existe une stratification. Ils contribuent à la glorification de la non-productivité, validant ainsi le comportement des classes les plus puissantes et amenant les classes inférieures à admirer plutôt qu'à injurier la classe des loisirs. Cela aide la classe des loisirs à conserver son statut et sa position matérielle. Le concept plus connu de Veblen de « consommation ostentatoire » est utilisé lorsque la non-productivité peut être démontrée plus efficacement par des dépenses somptueuses.
Veblen soutient l'idée que les loisirs remarquables ont de profondes racines historiques remontant à la préhistoire et qu'ils ont « évolué » vers différentes formes au fil du temps. Il donne comme exemple comment, au Moyen Âge, la noblesse était exemptée du travail manuel, réservé aux serfs. Tout comme posséder de la terre, s’abstenir de travailler est une manifestation typique de richesse et qui devient de plus en plus problématique à mesure que la société se développe vers une société industrielle. Avec l’émergence de la propriété individuelle, la classe des loisirs cesse complètement de contribuer au bien-être de sa communauté. Ils n’occupent plus de postes d’honneur, niant ainsi totalement leur utilité pour la société. Et à mesure que la société s’éloigne de la chasse et de l’agriculture pour se diriger vers l’industrialisation, la classe des loisirs ne peut plus simplement prendre les ressources des autres. C'est là que Veblen nous offre l'image du Seigneur ou de la Dame en décomposition qui a perdu sa fortune mais est incapable de travailler pour vivre. Cette élite riche considère le travail comme subalterne et vulgaire, mais une fois qu'elle ne peut plus vivre sa digne vie de loisirs, elle souffre d'une incapacité à se préserver.
Veblen définit les loisirs comme la consommation non productive du temps. Les riches consomment du temps de manière improductive en raison du dégoût du travail subalterne, mais aussi en raison de leur capacité pécuniaire à vivre une vie oisive. Mais il y a des moments où même le noble n'est pas vu publiquement et où il doit alors rendre compte de manière satisfaisante de l'utilisation de son temps,. Souvent, son récit se manifestera par l’apparition de serviteurs ou d’artisans. Une preuve matérielle de loisir est une autre façon pour le noble de démontrer sa richesse même lorsqu'il est hors de vue du public. Les objets, les trophées ou les connaissances qui n'ont aucune application dans le monde réel sont autant d'exemples de choses que les riches utilisent pour démontrer leur richesse et leurs loisirs. De plus, porter des vêtements de haute couture est un exemple d’affichage de consommation. L'affichage des règles d'étiquette et d'élevage, ainsi que les observances formelles et cérémoniales sont d'autres démonstrations d'utilisations improductives (et donc tranquilles) du temps.
Il ne suffit pas non plus que la classe oisive mène une vie d'oisiveté ; leurs domestiques doivent également s'adonner à l'exercice de loisirs malgré leur position d'employés salariés. Ils reçoivent des uniformes, des logements spacieux et d'autres objets matériels qui témoignent de la richesse de leur employeur : plus les vêtements et les logements des serviteurs sont somptueux, plus le maître peut dépenser librement. Il s'agit là d'un exemple de « consommation ostentatoire par procuration », une forme de loisir ostentatoire. Les domestiques donnent l'illusion d'une « décence pécuniaire » au foyer, malgré l'inconfort physique que ressent la classe oisive à la vue des domestiques qui produisent du travail.